# Gremlins
Gremlins är egentligen en engelsk mytologisk motsvarighet till svenska troll. I denna artikel beskrivs filmen Gremlins.
Gremlins är en amerikansk skräckkomedi från 1984 i regi av Joe Dante. I huvudrollerna ses Zach Galligan och Phoebe Cates. Filmen fick 1990 uppföljaren Gremlins 2 – Det nya gänget.

## Handling
Billy får en liten lurvig varelse, en mogwai, i julklapp. Skötselråden är enkla: inte mata den efter midnatt och att undvika solljus och vatten. Naturligtvis går det fel och varelsen klonar sig och det uppkommer elaka små varelser.

## Rollista i urval
- Zach Galligan – Billy Peltzer
- Phoebe Cates – Kate Beringer
- Hoyt Axton – Randall Peltzer
- Polly Holliday – Ruby Deagle
- Frances Lee McCain – Lynn Peltzer
- Judge Reinhold – Gerald Hopkins
- Dick Miller – Murray Futterman
- Glynn Turman – Roy Hanson
- Keye Luke – Mr. Wing
- Scott Brady – Frank, sheriff
- Corey Feldman – Pete Fountaine
- Jonathan Banks – Brent Frye
- Edward Andrews – Roland Corben
- Jackie Joseph – Sheila Futterman
- Belinda Balaski – Mrs. Joe Harris
- Harry Carey Jr. – Mr. Anderson
- Howie Mandel – Gizmo (röst)
- Frank Welker – Stripe (röst)

### Cameos
- Steven Spielberg – cyklist
- Tom Bergeron – nyhetsreporter
- Jerry Goldsmith – man i telefonkiosk
- William Schallert – Fader Bartlett
- Chuck Jones – Mr. Jones, Billys mentor
- Kenneth Tobey – bensinmackspersonal

### Fotnoter
1. ↑  ”Gremlins” (på engelska). Box Office Mojo. 8 juni 1984. http://www.boxofficemojo.com/movies/?id=gremlins.htm. Läst 21 september 2016.